# Die Todesfahrt im Weltrekord
Die Todesfahrt im Weltrekord ist ein deutscher Action-Stummfilm von Curt Blachnitzky mit dem Stuntman Hermann Stetza in der Hauptrolle. Seine Gegenspielerin wird von Claire Rommer verkörpert.

## Handlung
Ein Mord ist geschehen! Verdächtigt wird der Sensationsartist Salto King, der allabendlich im Zirkus Roxi für ein volles Zelt sorgt. Er soll den vermögenden Graf Thierry, der in der Villa seiner Freundin Ellen Montis leblos aufgefunden wurde, umgebracht haben. Salto King will unbedingt seine Unschuld beweisen und entzieht sich daher auf verwegene Art seiner Verhaftung. Er glaubt fest daran, dass hinter der Bluttat Frl. Montis steckt und der er nun über Stock und Stein, zu Lande, zu Wasser und in der Luft hinterherjagt. Stets an seiner Seite: der treue Schäferhund Greif.
Als sie in einem Wasserflugzeug zu entkommen versucht, verfolgt Salto King todesmutig die junge Frau mit einem Rennboot. Ehe die Täterin entkommen kann, gelingt es dem Tausendsassa sich vom Schnellboot an die Schwimmkufen des aufsteigenden Fliegers zu schwingen. Inmitten des Fluges dringt Salto King in die Maschine ein. Er zwingt die Täterin, sich mit ihm einen Fallschirm anzulegen und dann in die Tiefe abzuspringen. Wieder auf festem Boden angekommen, übergibt der Zirkusartist Ellen der Polizei.

## Produktionsnotizen
Die Todesfahrt im Weltrekord entstand im Mai und Juni 1929 in Berlin und Warnemünde, passierte die Filmzensur am 16. Juli desselben Jahres und wurde am 3. September 1929 in Leipzigs Alberthalle uraufgeführt. Die Berliner Premiere fand 17 Tage später im Colosseum statt. Die Länge des mit Jugendverbot belegten Sechsakters betrug 2143 Meter. 
Paul Drewniak übernahm die Produktionsleitung, die Filmbauten gestaltete Leopold Blonder.
Der damals 27-jährige Kameramann Bernhard Hellmund gab hier seinen filmischen Einstand, konnte aber seit Beginn des Tonfilmzeitalters nur noch Verpflichtungen als Kameraassistent an Land ziehen.

## Kritiken
Georg Herzberg resümierte im Film-Kurier: Was Salto King „an Mut und Tollkühnheit zeigt, ist in der Tat außerordentlich. Er liefert eine packende Zirkussensation, erklettert die höchsten Fassaden, läßt sich überfahren, leistet Erstaunliches im Wasser und vollführt schließlich einen Fallschirmabsturz. (…) Der Film selbst ist — mit Ausnahme der wieder sehr sympathischen und hübsch aussehenden Claire Rommer und einiger guter, fertig gelieferter Zirkusnummern — nur Nebenbei. (…) Das Manuskript von Fanny Reichwald läßt jeden inneren Aufbau vermissen. Die nicht immer logischen Ereignisse sind wahllos aneinander gereiht. Curt Blachnitzky ist ein passiver Spielleiter, der an den reinen Sensationsaufnahmen nichts verderben kann, aber in allen Moment versagt, wo wirklich etwas auszudrücken ist.“.
In der Berliner Volks-Zeitung heißt es: Man hätte dem erfahrenen Stuntman Salto King „ein besseres Manuskript gewünscht. Eine weniger abgeklapperte Geschichte, die seine großen zirzensischen Fähigkeiten dramatisch besser zur Geltung zu bringen weiß. Hier gibt es ein dummes Nacheinander von artistischen Leistungen, deren Vorwand aus den billigsten Kintoppmitteln geschöpft wird. In Amerika hätte man für diesen Tausendsassa eine urgesunde, etwas jungenhaft angelegte Geschichte geschrieben. In Deutschland konstruiert man krampfhaft eine Fabel von einem Grafen und seinem Verhältnis.“.